# Partit Comunista Unit de l'Índia
El Partit Comunista Unit de l'Índia (UCPI) és un partit polític indi d'ideologia comunista. Va ser format l'any 1989 quan el Partit Comunista Indi (ICP) liderat per Mohit Sen juntament amb Ramesh Sinha, Meenakshisundaram Kalyanasundaram, David Pandian i SU. Palanisamy; l'All India Communist Party encapçalat per Shripad Amrit Dange i Roza Deshpande; i el Partit Comunista de Panjab encapçalat per Wadhawa Ram i Sukhinder Singh Dhaliwal; van decidir fusionar les seves formacions i fer una crida a la confluència nacional dels comunistes.
La conferència fundacional es va celebrar a Salem, el maig de 1989. Els delegats de Tamil Nadu, Andhra Pradesh, Bengala Occidental, Orissa, Assam, Bihar, Uttar Pradesh, Delhi, Himachal Pradesh, Panjab, Maharashtra, Goa i Kerala es van reunir i van declarar la formació del Partit Comunista Unit de l'Índia. Shripad Amrit Dange i Mohit Sen van ser elegits respectivament president i secretari general del nou comitè central. Shripad Amrit Dange, Mohit Sen, Ramesh Sinha, Roza Deshpande, David Pandian, K.M. Sundram, Sukhinder Singh, K. Manikam, Keshav Sachan i Shyam Narain Tiwari van ser elegits membres del Comitè Polític. El veterà líder comunista Mohit Sen va ser el secretari general del partit fins a la seva mort el 2003.
L'UCPI forma part de la Confederació de Comunistes Indis i Socialistes Democràtics.